# Pritz Pál
Pritz Pál (Budapest, 1944. augusztus 8. –) magyar történész, Laureatus Academiae, az ELTE Bölcsészettudományi Kar Történeti Intézete Új- és Jelenkori Magyar Történeti Tanszékének egyetemi magántanára. Kutatási területe a 20. századi magyar külpolitika, külpolitikai gondolkodás, nemzetközi kapcsolatok története. Oktatási területe a 20. századi magyar történelem.

## Életpálya
Szülei: Pritz Pál (1907–1988), Lehner Aranka (1913–2001).
Gyermekei: Helga (1974–), Balázs (1976–).
Német származású, magyar tudatú családban nevelkedett. Szülei iparosemberek voltak. Édesapja asztalosmester, édesanyja pedig műhímzőnő volt. Gyerekéveit a pestújhelyi szülői házban élte. Kisiskolás korában a pestújhelyi Doktor Sándor Általános Iskolába járt. Történelem iránti érdeklődése már ekkor megmutatkozott. Az újpesti Könyves Kálmán Gimnáziumban érettségizett.
Egyetemi tanulmányait – előző évben előfelvételt nyert jelentkezőként – 1963-ban kezdte az ELTE BTK-n magyar–történelem szakon, diplomáját történelem–tudományos szocializmus szakon szerezte (1968). Az egyetem évei alatt nagy hatást gyakoroltak rá: Hahn István, H. Balázs Éva, Szabad György és Dolmányos István.
1969 augusztusától 2006 végéig az MTA központi apparátusában dolgozott.
Tudományszervező/tudománypolitikai munkája mellett végezte történeti kutatásait. Történelemszemlélete formálódására Pamlényi Ervin volt a legnagyobb befolyással.
A kieli találkozó (1938) forráskritikai feldolgozásával doktorált 1973-ban summa cum laude fokozattal. A kandidátusi értekezésében hazánk külpolitikájának Gömbös Gyula kormányfősége (1932–1936) alatti szakaszát dolgozta fel. A fokozatot 1979-ben szerezte meg. A munka megírásához 1975–1978-ban a Tudományos Minősítő Bizottság ösztöndíjas aspiránsa az MTA Történettudományi Intézetében. Az MTA doktora címet 2000-ben az 1999-ben megjelent "Pax Germanica" című munkájával szerezte.
Levéltári kutatásokat folytatott Budapesten, Bécsben, Potsdamban, Bonnban, Koblenzben, Mainzban, Münchenben és Bernben. Hazai konferenciákon kívül előadott többek között Dortmundban, Göttingenben, Otzenhausenben, Moszkvában, Bécsben, Grazban, Brühlben, Jyväskylä-ban, Lendván, Bloomingtonban, Ulmban, Katowice-ben, Kolozsváron és Szatmárnémetiben.
Tudományszervezői, kutatói munkája mellett az ELTE-n egyetemi gyakornokságát követően több szakaszban mellékállásban (1975 után egyetemi adjunktus, később tudományos kutatóként megbízott előadó, 1988-tól címzetes egyetemi docens), majd 2008–2013 között főállásban oktatott. 1996-ban habilitál, 1997-ben magántanári címet kap. Megalakulásától, 1994-től tanít a történelemtudományi doktori iskolában. 2008–2013 között az alap- és mesterszakon is oktat. Előtte bő évtizeden át magyar diplomáciatörténetet ad elő a Marx Károly Közgazdaságtudományi Egyetem, majd jogutódja kebelében szervezett BIGIS-en (Budapest Institute for Graduate International and Diplomatic Studies). Az ELTE doktori képzéséhez kapcsolódóan 2013-tól a Teadélutánok c. havonta megrendezett műhelybeszélgetés-sorozat életre hívója (ezt 2019 őszétől 2024 tavaszáig az Akadémiai Klub Egyesület keretén belül folytatta Történész Teadélutánok címmel).
30-nál több könyvön szerepel szerzőként, társszerzőként, szerkesztőként a neve.
Kiemelkedő tudományos életművét 2023 novemberében Eötvös József-koszorúval ismerte el az MTA Elnöksége.

## Kötetei
- Magyarország külpolitikája Gömbös Gyula miniszterelnöksége idején, 1932–1936; Akadémiai, Budapest, 1982
- Az új Magyarország 40 éve. Társadalom, politika, gazdaság, kultúra. Tudományos ülésszak. Budapest, 1984. december 10-12.; Kulcsár Kálmán, Pritz Pál; Akadémiai, Budapest, 1985
- Bárdossy László a népbíróság előtt; sajtó alá rend., bev., jegyz. Pritz Pál; Maecenas, Budapest, 1991
- Iratok a magyar külügyi szolgálat történetéhez, 1918–1945; vál., szerk., jegyz. Pritz Pál; Akadémiai, Budapest, 1994
- Magyar diplomácia a két háború között. Tanulmányok; Magyar Történelmi Társulat, Budapest, 1995
- Gergely Jenő–Pritz Pál: A trianoni Magyarország, 1918–1945; Vince, Budapest, 1998
- Pax Germanica. Német elképzelések Európa jövőjéről a második világháborúban; Osiris, Budapest, 1999
- Bárdossy László; Elektra Kiadóház, Budapest, 2001 (Élet-kép sorozat)
- A Bárdossy-per; Kossuth, Budapest, 2001 (Híres politikai perek)
- A Magyar Tudományos Akadémia kutatóhálózata; fel. szerk. Teplán István, Pritz Pál; MTA, Budapest, 2002
- Magyarország helye a 20. századi Európában. Tanulmányok; szerk. Sipos Balázs, Zeidler Miklós, Pritz Pá; Magyar Történelmi Társulat, Budapest, 2002
- The war crimes trial of Hungarian prime minister László Bárdossy (A Bárdossy-per); angolra ford. Thomas J. DeKornfeld, Helen D. Hiltabidle; Social Science Monographs–Center for Hungarian Studies and Publications–Columbia University Press, Boulder–Wayne–New York, 2004 (East European monographs)
- Az a "rövid" 20. század. Történetpolitikai tanulmányok; Magyar Történelmi Társulat, Budapest, 2005
- Magyar külpolitikai gondolkodás a 20. században. A VI. Hungarológiai Kongresszus, Debrecen, 2006. augusztus 22-26., szimpóziumának anyaga; szerk. Pritz Pál, Sipos Balázs, Zeidler Miklós; Magyar Történelmi Társulat, Budapest, 2006
- Az objektivitás mítosza? Hazánk és a nagyvilág. 20. századi metszetek; Magyar Történelmi Társulat, Budapest, 2011
- Emlékirat és történelem. A VII. Hungarológiai Kongresszus (Kolozsvár, 2011. augusztus 22-27.) azonos című paneljének anyaga; szerk. Horváth Jenő, Pritz Pál; Magyar Történelmi Társulat–Nemzetközi Magyarságtudományi Társaság, Budapest, 2012
- A relativizálás elfogadhatatlansága. Hazánk és a nagyvilág. Újabb tanulmányok; Nemzetközi Magyarságtudományi Társaság, Budapest, 2016
- 100 év. A Trianoni Magyarország képes története; Kossuth, Budapest, 2020
- Történelem és nemzet; BTK Történettudományi Intézete–Magyar Történelmi Társulat–Nemzetközi Magyarságtudományi Társaság, Budapest, 2023

## Egyetemi tanulmányok, végzettség
- 1963–1968 ELTE Bölcsészettudományi Kar történelem–tudományos szocializmus szak

## Tudományos előmenetel
- 1973 bölcsészdoktor
- 1979 a történelemtudományok kandidátusa
- 1988 címzetes docens
- 1996 habilitáció
- 1997 magántanár
- 2000 az MTA doktora
- 2023 Laureatus Academiae

## Munkahelyek
- 1968–1969 az ELTE oktatója
- 1969–1970 az MTA Filozófiai és Történettudományi Osztályának főelőadója[1]
- 1970–1975 és 1978–1984 az MTA Központi Hivatala Társadalomtudományi Főosztályának főelőadója; 1982–1984 között főtanácsosa[41][42]
- 1975–1978 az MTA Történettudományi Intézetében aspiráns[1]
- 1984–1987 az ELTE BTK Új- és Jelenkori Magyar Történeti Tanszékének tudományos főmunkatársa
- 1988–1993 az MTA Központi Hivatala (1991– Titkárság) Társadalomtudományi Főosztályának helyettes vezetője[43]
- 1993–2006 ugyanott főosztályvezető[44][45][46]
- 2008–2013 az ELTE BTK Új- és Jelenkori Magyar Történeti Tanszékének tudományos tanácsadója

## Tudományszervező tevékenység
- 1995–2000 Országos Kiemelésű Társadalomtudományi Kutatások Kollégiumának (1997– Kuratóriumának) titkára[47][48]
- 2007–2010 MTA közgyűlési képviselő[49]
- 1993–1995 Akadémiai Kutatóhelyek Bizottságának titkára[1]
- 1995–2006 Akadémiai Kutatóhelyek Tanácsának titkára[50][51][52]
- 1993–2002 Jelenkortörténeti Bizottság titkára[1]
- 1986–1999[53][54] és 2003–2007 a Magyar Történelmi Társulat igazgatóválasztmányának tagja[55]
- 2006-tól a Nemzetközi Magyarságtudományi Társaság alelnöke[56]
- 1986–2007, 2011–2015 a Századok szerkesztőbizottsági tagja[1][57]
- 2004–2007 a Századok szerkesztőbizottságának elnöke[58][59]
- 2002–2015 Külügyi Szemle szerkesztőbizottságának,[56] majd 2011-től a tudományos tanácsadó testületének tagja
- 2005-től a Múltunk tudományos tanácsadó testületének tagja[56]

## Díjak
- Munka Érdemrend ezüst fokozata (1981)[60]
- A Magyar Köztársasági Érdemrend tisztikeresztje (2003)[61]
- Eötvös József-koszorú (2023)[40]

## Főbb művei
| Önálló kötetek |
| --- |
| - Magyarország külpolitikája Gömbös Gyula miniszterelnöksége idején 1932-1936. Budapest: Akadémiai Kiadó, 1982. - Hory András: Bukaresttől Varsóig. Sajtó alá rendezte, jegyzetelte, bevezető tanulmányt írta: Pritz Pál. Budapest: Gondolat Kiadó, 1987. - Bárdossy László a Népbíróság előtt. Budapest: Maecenas Kiadó 1991. - Boroviczény Aladár: A király és kormányzója. (Emlékezések) Sajtó alá rendezte, jegyzetelte, bevezető tanulmányt írta: Pritz Pál. Budapest: Európa Kiadó, 1993. - Iratok a magyar külügyi szolgálat történetéhez 1918-1945. Budapest: Akadémiai Kiadó, 1994. - Magyar diplomácia a két háború között: Tanulmányok. Budapest: Magyar Történelmi Társulat, 1995. - Pax Germanica: Német elképzelések Európa jövőjéről a második világháborúban. Budapest: Osiris Kiadó, 1999. - A Bárdossy-per. Budapest: Kossuth Kiadó, 2001. - Bárdossy László. Budapest: Elektra Kiadóház, 2001. (Élet-kép) - The War Crimes: Trial of Hungarian Prime Minister László Bárdossy (New York: East European Monographs; Columbia University Press, 2004.) - Az a "rövid" 20. század: Történetpolitikai tanulmányok (Budapest: Magyar Történelmi Társulat, 2005.) - Az objektivitás mítosza? Hazánk és a nagyvilág. 20. századi metszetek (Budapest: Magyar Történelmi Társulat, 2011.) - A relativizálás elfogadhatatlansága. Hazánk és a nagyvilág. Újabb tanulmányok (Budapest: Nemzetközi Magyarságtudományi Társaság, 2016.) - 100 év - A Trianoni Magyarország képes története. Budapest: Kossuth Kiadó, 2020. - Történelem és nemzet. Budapest: BTK Történettudományi Intézete–Magyar Történelmi Társulat–Nemzetközi Magyarságtudományi Társaság, 2023. |

| Kötetek társszerzőként |
| --- |
| - Magyarország a XX. században. Balogh Sándor (szerk.) Budapest: Kossuth Kiadó, 1985. - Gergely Jenő, Pritz Pál: A trianoni Magyarország. Budapest: Vince kiadó, 1998.(Tudomány - Egyetem) - Hungary in the Age of Total War: 1938-1948. (East European monographs; 509.) Nándor Dreisziger (szerk.) Florida: East European Monographs; Columbia University Press, 1998. 253-266.; 287-310. - Integrációs törekvések Közép- és Kelet-Európában a 19-20. században. Romsics Ignác (szerk.) Budapest: Teleki László Alapítvány, 1997. 159-233. - The Hungarian state. Thousand years in Europe. Gergely András, Máthé Gábor (szerk.) Budapest: Korona, 2000. 279-303. - Magyar Kódex. Magyarok a 20. században. (Köztörténeti fejezet Gergely Jenővel közösen Budapest 2001. 7-94.) - Újrakezdések krónikája: Magyar-német diplomáciai kapcsolatok. (Ujváry Gábor, Pröhle Gergely (szerk.) Budapest: Corvina, 2001. 57-77.) - Chronik des wiederholten Neubeginns: Deutsch-ungarische diplomatische Beziehungen 1867-2001. (Ujváry Gábor, Pröhle Gergely (szerk.) Budapest: Corvina, 2001. 63-84.) - A magyar állam és a nemzetiségek: A magyarországi nemzetiségi kérdés történetének jogforrásai 1848–1993. Balogh Sándor, Sipos Levente (szerk.) Budapest: Napvilág, 2002. 759 p. 1918-1944 közötti időszak dokumentumait válogatta és jegyzetelte Pritz Pál. - Magyarország a második világháborúban. Romsics Ignác (Főszerk.) Budapest: Kossuth, Hadtörténeti Intézet és Múzeum, 2011. 65-72, 91-100. - A mi 20. századunk. Kovács Kiss Gyöngy, Romsics Ignác (szerk.) Kolozsvár: Komp-Press - Korunk Baráti Társaság, 2011. Huszadik századi magyar külpolitika.181-256. |

| Szerkesztett kötetek |
| --- |
| - Az új Magyarország 40 éve: Társadalom-politika-gazdaság-kultúra Tudományos ülésszak Budapest, 1984. december 10-12. (Kulcsár Kálmán és Pritz Pál (szerk.) Budapest: Akadémiai Kiadó, 1984.) - Pamlényi Ervin: Pályák és irányok: Historiográfiai és művelődéstörténeti tanulmányok. (Pritz Pál (szerk.) Az előszót Diószegi István írta. Budapest: Akadémiai Kiadó, 1989.) - Magyarország helye a 20. századi Európában: tanulmányok. (Pritz Pál, Sipos Balázs, Zeidler Miklós (szerk.) Budapest: Magyar Történelmi Társulat, 2002.) - A magyar külpolitikai gondolkodás a 20. században. VI. Hungarológiai Kongresszus. (Pritz Pál, Sipos Balázs, Zeidler Miklós (szerk.) Budapest: Magyar Történelmi Társulat, 2006.) - Emlékirat és történelem: A VII. Hungarológiai Kongresszus. (Horváth Jenő, Pritz Pál (szerk.) Budapest: Magyar Történelmi Társulat; Nemzetközi Magyarságtudományi Társaság, 2012.) - Ritoók Emma: Évek és emberek. (Pritz Pál (szerk.) Budapest: ELKH Bölcsészettudományi Kutatóközpont Történettudományi Intézete; Magyar Történelmi Társulat; Nemzetközi Magyarságtudományi Társaság, 2022.) |

| Válogatott tanulmányok |
| --- |
| - A kieli találkozó: forráskritikai tanulmány. SZÁZADOK 108:(3) 646-679. (1974) - A Hitler-Gömbös találkozó és a magyar külpolitika 1933 nyarán. VALÓSÁG 21:(2) 34-48. (1978) - Revíziós törekvések a magyar külpolitikában. MAGYAR TUDOMÁNY 24:(4) 272-279. (1979) - Entstehung und Geschichte des selbstständigen ungarischen auswärtigen Dienstes (1918-1930). In: Glatz F, Pamlényi E, Kosáry D, Ember Gy, Galántai J, Hajdu T, Balázs É, Hanák P, Köpecz B, Makkai L (szerk.) Études historiques hongroises 1985: Publièes à l'occasion du XVIe Congrés international des sciences historiques par le Comité national des historiens hongrois. Budapest: Hungarian Academic Publishing House, 1985. 211-234. - Arisztokraták a magyar külügyi szolgálatban (1918-1944). JOGTÖRTÉNETI SZEMLE 2:(2) 45-64. (1987) - Emlékirat és történeti valóság Hory András visszaemlékezéseinek fényében. SZÁZADOK 121:(2-3) 255-298. (1987) - A magyar külügyi szolgálat története a harmincas évek első felében. TÖRTÉNELMI SZEMLE 31:(3-4) 149-178. (1989) - A fajvédők külpolitikai nézetei, 1918-1936. SZÁZADOK 124:(5-6) 617-669. (1990) - Nationalitäten und Außenpolitik in Ungarn in den dreißiger Jahren. In: Glatz F, Pók A, Diószegi I (szerk.) Études Historiques Hongroises 1990: Publiées à l'occasion du XVIIe Congrès international des sciences historiques par le Comité national des historiens hongrois. Budapest: HAS Insitute of History, 1990. 339-355. - Entscheidungsprozesse in der ungarischen Aussenpolitik (1919-1944). In: Máthé Gábor (szerk.) Theorie und Institutionssystem der Gewalttrennung in Europa. Budapest: Államigazgatási Főiskola, 1993. 173-191. - Magyarságkép és külföldi propaganda a húszas évek első felében. SZÁZADOK 128:(6) 1078-1116. (1994) - Horthy Miklós és Edmund Veesenmayer: A magyar-német viszony 1944. március 19. után. MAGYAR TUDOMÁNY 49:(5) 552-562. (1994) - Két mentalitás, két elvárás. JUSS 7:(1) 11-19. (1994) - A magyar külügyi szolgálat története 1936-1941. KÜLPOLITIKA 1:(3-4) 215-243. (1995) - Eduard Benes és a magyar illúziók. KÜLPOLITIKA 1:(1) 85-90. (1995) - War-Crimes Trial Hungarian Style: László Bárdossy Before the People's Tribunal, 1945. HUNGARIAN STUDIES REVIEW volXXII:(no1.) 47-70.(1995) - A Haushofer-jelenség. In: Izsák Lajos, Stemler Gyula (szerk.)Vissza a történelemhez. Emlékkönyv Balogh Sándor 70. születésnapjára. Budapest: Napvilág Kiadó - MTA Történettudományi Intézet, 1996. 279-292. - A Wilhelmstrasse békerendezési elgondolásai Sztálingrád előtt. VALÓSÁG 39:(9) 73-81. (1996) - Miklós Horthy and Edmund Veesenmayer: Hungarian-German Relations after March 1944. HUNGARIAN STUDIES REVIEW volXXIII:(no1-2.) 29-42. (1996) - "Új Európa": német propaganda és béketervek - Sztálingrád előtt. SZÁZADOK 132:(6) 1213-1262. (1998) - Geopolitika és konfliktus-kezelés a két háború között. In: Kiss J László és Urkuti György (szerk.) Globalizáció: mítosz vagy valóság? Budapest: BIGIS, 1998. 258-269.(BIGIS Közlemények; 6.) - Geschichte des ungarischen auswärtigen Dienstes 1918–1945. In: Lorenz Mikoletzky (szerk.) Das Institutionserbe der Monarchie. Das Fortleben der gemeinsamen Vergangenheit in den Archiven. Horn: Verlag Ferdinand Berger & Söhne, 1998. 1-14.(Mitteilungen des Österreichischen Staatsarchivs. Sonderband; 4.) - A magyar külügyi szolgálat 1944-ben a német megszállástól október 15-ig. MÚLTUNK 44:(4) 120-132. (1999) - Carl Schmitt és a német nemzetiszocializmus. In: Fischer Ferenc - Majoros István - Vonyó József (szerk.) Magyarország a (nagy)hatalmak erőterében.. Tanulmányok Ormos Mária 70. születésnapjára. Pécs: Universitas, 2000. 485-496. - Francois Furet és Ernst Nolte levélváltásához. VILÁGOSSÁG 41:(6-7) 93-99. (2000) - Külpolitika és nemzetiségi kérdés Magyarországon. 1945-1993. In: Gergely Jenő, Csapó Csaba, Dobszay Tamás, Zeidler Miklós (szerk.) A hosszú tizenkilencedik és a rövid huszadik század: Tanulmányok Pölöskei Ferenc köszöntésére. Budapest: ELTE BTK 2000. 423-432. - Bárdossy és Teleki Archiválva 2015. február 17-i dátummal a Wayback Machine-ben MAGYAR SZEMLE 10:(5-6) 52-71. (2001) - La crise de guerre internationale et la Hongrie (1938-1941). GUERRES MONDIALES ET CONFLICTS CONTEMPORAINS 50:(9) 67-81. (2001) - On the foreign policy of the Horthy period - from a somewhat broader perspective. BIGIS KÖZLEMÉNYEK / BIGIS PAPERS:(No. 7.) 173-188. (2001) - A Horthy-korszak külpolitikájáról - némileg nagyobb távlatból. In: Püski Levente, Valuch Tibor (szerk.) Mérlegen a XX. századi magyar történelem: Értelmezések és értékelések. Budapest; Debrecen: 1956-os Intézet, Debreceni Egyetem Történelmi Intézet, 2002. 33-48.(Jelenkortörténeti műhely; 3.) - Magyarország helye a 20. századi Európában. In: Pritz Pál, Sipos Balázs, Zeidler Miklós (szerk.) Magyarország helye a 20. századi Európában: tanulmányok. Budapest: Magyar Történelmi Társulat, 2002. 27-50. - Gratz Gusztáv Bethlen Istvánról. In: Ormos Mária (szerk.) Magyar évszázadok. Tanulmányok Kosáry Domokos 90. születésnapjára. Budapest: Osiris Kiadó, 2003. 248-260. - Hungarian Foreign Policy in the Interwar Period HUNGARIAN STUDIES 17:(1) 13-32. (2003) - Történetírásunk egynémely problémájáról - különös tekintettel a posztmodernre. MÚLTUNK 48:(4) 246-279. (2003) - Bethlen István 1940. évi emlékirata a várható békefeltételekről. In: Hausner Gábor (szerk.) Az értelem bátorsága. Tanulmányok Perjés Géza emlékére. Budapest: Argumentum Kiadó, 2005. 545-556. - Magyar külpolitikai gondolkodás a 20. században In: Magyar külpolitikai gondolkodás a 20. században. Pritz Pál, Sipos Balázs, Zeidler Miklós (szerk.) Budapest 2006. 4-38. - Lajos Iván és a magyar külpolitikai gondolkodás. In: Székely Gábor (szerk.) Megismerhető világtörténelem: Zsigmond László születésének 100. évfordulójára. Budapest: ELTE Új és Jelenkori Egyetemes Történeti Tanszék, Volos, 2007. 186-196. - Murányi Gábor: Egy epizodista főszerepe. Lajos Iván történész élete és halála. MÚLTUNK 52:(3) 276-284. (2007) - Magyar külpolitika 1941-1945. SZÁZADOK FÜZETEK 2:(2) 49-61. (2009) - Nemzeti érdek a magyar külpolitikában a 20. században. KÜLÜGYI SZEMLE 9:(1) 171-179. (2009) - Tanácsadás a két háború közötti külpolitikában. KÜLÜGYI SZEMLE 8:(3) 186-196. (2009) - 20. századi magyar külpolitika KORUNK (KOLOZSVÁR) 23:(4) 46-58. (2010) - Apre's Béla Kun - avant Miklós Horthy La Hongrie et l'Entente en été 1919. ÖT KONTINENS 8:(8) 85-102. (2010) - Barcza György és a forradalmak kora. TÖRTÉNELMI SZEMLE 52:(3) 341-356. (2010) - Barcza György két arca - emlékirata és jelentései tükrében. In: Réfi A, Sziklai I (szerk.) Pártok, politika, történelem: Tanulmányok Vida István egyetemi tanár 70. születésnapjára. Budapest: MTA-ELTE Pártok, pártrendszerek, parlamentarizmus kutatócsoport, 2010. 305-319. - Búcsú Londontól: Barcza György magyar királyi követ utolsó hetei Angliában. KOMMENTÁR 15:(4) 24-36. (2010) - Emlékirat és történeti valóság Barcza György emlékiratai tükrében. Londoni évek I. In: Háda Béla, Ligeti Dávid, Majoros István, Maruzsa Zoltán, Merényi Krisztina (szerk.) Nemzetek és birodalmak: Diószegi István 80 éves. Budapest: ELTE Új- és Jelenkori Egyetemes Történeti Tanszék, 2010. 547-560. - Emlékirat és történeti valóság Barcza György emlékiratai tükrében. Londoni évek II. In: Kovács Zoltán, Püski Levente (szerk.) Emlékkönyv L. Nagy Zsuzsa 80. születésnapjára. Debrecen: Debreceni Egyetem Történeti Intézete, 2010. 303-313. - Emlékirat és történeti valóság Barcza György emlékiratai tükrében. Londoni évek III. In: Borhi László (szerk.) Európa, nemzet, külpolitika: Tanulmányok Ádám Magda 85. születésnapjára. Budapest: Aura, 2010. 197-210. - Kun Béla után - Horthy Miklós előtt. Magyarország és az antant 1919 nyarán MÚLTUNK 55:(3) 25-45. (2010) - A bukás után: Barcza György hazai életének kezdete és annak előtörténete. SZÁZADOK 145:(6) 1325-1357. (2011) - A Szovjetunió elleni magyar hadba lépés döntési mechanizmusa In: Bartha Eszter Krausz Tamás (szerk.) Háború és nemzeti önismerete: 70 éve támadta meg a náci Németország a Szovjetuniót. Budapest: Russica Pannonica, 2011. 135-140. - Barcza György visszaadja a "kölcsönt" Bárdossy Lászlónak. In: Gebei Sándor, ifj Bertényi Iván, Rainer M János (szerk.) "...nem leleplezni, hanem megismerni és megérteni": Tanulmányok a 60 éves Romsics Ignác tiszteletére. Eger: EKF Líceum Kiadó, 2011. 246-262. - Hóman Bálint és a magyar külpolitika irányai. In: Ujváry Gábor (szerk.) Történeti átértékelés. Hóman Bálint, a történész és a politikus. Budapest: Ráció Kiadó, 2011. 97-109. - Horthy Miklós és a katonai diktatúra. TÖRTÉNELMI SZEMLE 53:(1) 127-140. (2011) - 20. századi szomszédaink - némi történeti visszapillantással KÜLÜGYI SZEMLE 11:(4.) 124-135. (2012) - A magyarországi Tanácsköztársaság keletkezése, céljai, mozgástere és helye a történetírásban. GROTIUS 2011. - Genese, Ziele und Handlungsspielraum der ungarländischen Räterepublik und ihr Stand in der Historiographie. GROTIUS 2011. - Nem a házat, a hazát kell építeni. Baloldaliságról történeti összefüggésben. GROTIUS 2012. - 20. századi magyar sors két világháború tükrében. GROTIUS 2012. - A népi írók külpolitikai nézetei. LIMES 25: (4) 85–90. (2012) - Emlékirat és napló, avagy emlékirat a naplóban. In: Baráth Magdolna, Molnár Antal (szerk.) A történettudomány szolgálatában: Tanulmányok a 70 éves Gecsényi Lajos tiszteletére. Budapest; Győr: Magyar Országos Levéltár, 2012. 501-514. - Észak Párizsában, Koppenhágában. In: Dobszay Tamás, Erdődy Gábor, Manhercz Orsolya (szerk.) Milyen nemzetet, kinek és hogyan? Tanulmányok Magyarország történelméről 1780-1948. Budapest: ELTE BTK Új- és Jelenkori Magyar Történeti Tanszék, 2012. 197-208. - Helyzetfel(nem)ismerés és helyzetki(nem)használás a Horthy-korszak külpolitikájában. LIMES 25:(2.) 101-108. (2012) - Ungarisches Schicksal im 20. Jahrhundert im Spiegel der zwei Weltkriege. ÖT KONTINENS 10:(1) 115-122. (2012) - A magyar diplomácia tevékenysége a Közép-Kelet-Európával kapcsolatos német elképzelésekkel szemben a második világháború előestéjén. GROTIUS 2012. - Európa és Magyarország 1914-1945. In: Feitl István (szerk.) Nyitott/zárt Magyarország: Politikai és kulturális orientáció 1914–1949. Budapest: Napvilág Kiadó, 2013. 41-53. - Hungary's Neighbours in the 20th Century: a Historical review. FOREIGN POLICY REVIEW 9:(no1.) 22-34. (2013) - Személyiség és történelem 20. századi magyar politikusok példáján. In: Erdődy Gábor (főszerk), Feitl István, Sipos Balázs, Varga Zsuzsanna (szerk.) Rendszerváltások kortársa és kutatója: Tanulmánykötet Izsák Lajos 70. születésnapjára. Budapest: ELTE Eötvös Kiadó, 2013. 492-497. - Antall József politikai nézetei GROTIUS 2013. - A magyar nemzeti érdek első világháború alatti érvényesítésének lehetőségei és vaskos korlátai. GROTIUS 2014. - A nemzeti érdekek érvényesítésének lehetőségei és korlátai. BBC HISTORY 4: (7) 34–37. (2014) - A magyar nemzeti érdekek első világháború alatti érvényesítésének lehetőségei és vaskos korlátai. In: Sorsok, frontok, eszmék. Tanulmányok az első világháború 100. évfordulójára. Szerk.: Majoros István, Antal Gábor, Hevő Péter, Madarász Anita. Budapest, ELTE BTK, 2015. 283-292. - Jászi Oszkár helye a magyar történelemben. In: Litterarum radices amarae, fructus dulces sunt. Tanulmányok Adriányi Gábor 80. születésnapjára. Szerk.: Klestenitz Tibor, Zombori István. Budapest, MTA BTK 2015. 397-410. - Magyar sors, magyar "fátum" Ady Endre és Jászi Oszkár élete tükrében. Tekintet 2015/4. sz. 106-122. - A "Pax Germanica" Európája. BBC History Különszám: A Harmadik Birodalom 2015. 128-131. - Egy válás anatómiája. Forráskritikai tanulmány. In: Az emberi sors és a történelem kereszteződésében. At the Crossroads of Human Fate and History. Tanulmánykötet Frank Tibor 70. születésnapjára. Szerk.: Deák Nóra - Kenyeres János - Lojkó Miklós - Magyarics Tamás - Szabó Éva Eszter. Budapest 2019. 473-490. |

| Viták |
| --- |
| - Válasz Ádám Magdának. SZÁZADOK 111:(5) 987-999. (1977) - Levélféle Gyáni Gábornak. (Hermann Róberttel és Karsai Lászlóval közösen) SZÁZADOK 147: (3) 793-801. (2013) |

## Külső hivatkozások
- Károlyi Mihály és a köztársaság. (Elhangzott a Kossuth Klubban 2010. október 27-én.)
- Magyarország története 1914-1945. (2009/2010-es tanévben tartott előadássorozat az EPER Rádión)
- Megszálló magyar csapatok a Szovjetunióban 1. rész Archiválva 2023. február 4-i dátummal a Wayback Machine-ben (ATV CSATT 2013. március 15.)
- Megszálló magyar csapatok a Szovjetunióban 2. rész Archiválva 2023. február 4-i dátummal a Wayback Machine-ben (ATV CSATT 2013. március 15.)
- Europa und Ungarn 1914–1945 (Elhangzott a budaörsi Heimatmuseum szervezte konferencián 2013. október 5-én.)
- A 2. világháború és Magyarország. Pritz Pállal beszélget Földes György. (Pacsirta Rádió, Történelem Ma 2014. március 18.)
- Jászi Oszkár helye a magyar történelemben (Pritz Pál előadása a Jászi Oszkár emlékkonferencián, 2015. március 7.)
- Vajon tényleg helytartó volt-e Dr. Veesenmayer Ödön 1944-ben Magyarországon? (Pritz Pál előadása az Európa 1944–1945 c. konferencián, 2020. december 12.)
- 80 éve lépett be hazánk a II. világháborúba (Vitaest a Rubicon Intézet szervezésében, 2021. június 10.)
- Gyurgyák János: Elveszett illúziók – megtalált történelem (Könyvbemutató és vitaest a Rubicon Intézet szervezésében, 2021. augusztus 31.)
- A magyar holokausztkutatás legújabb eredményei (Konferencia a Clio Intézet szervezésében, 2022. október 19.)
- Volt-e alternatíva? Magyarország a második világháborúban (Vitaest a Mathias Corvinus Collegium szervezésében, 2022. október 25.)
- Úri utcából száműzött beszélgetések 12. (Emlékidéző interjú a Politikatörténeti Intézet szervezésében, 2023. február 28.)
- Zsidópolitika a Kállay-kormány idején (Zoom-előadás a Pillanatképek – Nyitott akadémia a II. világháború történetéről c. sorozatban az MTA II. Világháború Története Albizottság szervezésében, 2023. december 14.)
- Csak ülök és kérdezek (Interjúsorozat Pritz Pál podcast-blogján)
- Miért így alakult? Miért nincs nálunk hiteles, erős szociáldemokrata párt? (Kihívások és válaszok a magyarországi szociáldemokrata mozgalomban c. konferencia a 90 éves Varga Lajos történész tiszteletére a Politikatörténeti Intézetben, 2024. november 4.)
- Gratz Gusztáv és kora - előadásrészlet (Egyszer volt... Kossuth Rádió 2025. április 2. 20:46:09-20:50:10, Gratz Gusztáv emlékkonferencia az Evangélikus Országos Gyűjtemény és a Habsburg Ottó Alapítvány szervezésében a Magyarországi Evangélikus Egyház székházában, 2025. március 28.)